# Infidels
Infidels – 22. album studyjny nagrany przez Boba Dylana od kwietnia do lipca 1983 r. i wydany w tym samym roku w listopadzie.

## Historia i charakter albumu
Po dwóch latach nieustannego koncertowania Dylan postanowił zniknąć na jakiś czas z aktywnego życia publicznego. Wiadomo iż w lutym 1982 r. wziął udział w sesji nagraniowej Allena Ginsberga, a w czerwcu w sesji Clydie King (znanej z wokalnego wspierania The Rolling Stones) w swoim studiu Rundown w Santa Monica.
6 czerwca 1982 r. wystąpił razem z Joan Baez i wspólnie wykonali trzy utwory na 6-godzinnym antynuklearnym wiecu Peace Sunday Rally w Pasadenie. I to był jego jedyny występ w 1982 r.
16 lutego 1983 r. dołączył do koncertu Ricka Danko i Levona Helma w „Lone Star Cafe” w Nowym Jorku; wykonał tam z nimi pięć utworów.
W kwietniu przystąpił do nagrywania swojego nowego albumu.
Do nagrania Infidels, albumu wydanego 1 listopada 1983, zaprosił Dylan mały zespół, którego rytmiczną podstawę tworzył duet Sly i Robbie. Ozdobą byli dwaj gitarzyści: Mark Knopfler (z którym Dylan współpracował już na Slow Train Coming), bluesman (były członek The Rolling Stones) Mick Taylor oraz klawiszowiec Alan Clark.
Historia powstania tego albumu dzieli się na dwa etapy. Pierwszy etap trwał do 1 maja, kiedy Dylan i Knopfler (producenci płyty) zakończyli jego nagrywanie. Płyta właściwie gotowa do wydania składała się z następujących utworów:
1. Jokerman
2. License to Kill
3. Man of Peace
4. Neighborhood Bully

i na drugiej stronie:
1. Don't Fall Apart on Me Tonight
2. Blind Willie McTell
3. Sweetheart Like You
4. I and I
5. Foot of Pride[7]

W pewnym momencie Dylan odczuł, że powinien wypełnić trochę brzmienie utworów, gdyż stało się za bardzo przewidywalne i postanowił przerobić partie wokalne. Usunął utwory „Blind Willie McTell” i „Foot of Pride” i mając do dyspozycji ok. piętnastu utworów, zastąpił je jednym, czterominutowym „Union Sundown”.
Oryginalny Infidels nagrany typową dla artysty metodą „na żywo”, wykazał, że mając taki zespół, jakim dysponował wtedy Dylan oraz 24-ścieżkowy system nagrywający, wszelkie ewentualne błędy były bardzo łatwe do zatuszowania, bez potrzeby restrukturyzacji całej płyty.

## Muzycy
- Bob Dylan[a] – gitara, pianino, harmonijka, śpiew (sesje 1-18)
- Mick Taylor – gitara (sesje 1-17)
- Mark Knopfler – gitara (sesje 1-17)
- Alan Clark – instrumenty klawiszowe (sesje 1-17)
- Robbie Shakespeare – gitara basowa (sesje 1-17)
- Sly Dunbar – perkusja (sesje 1-17)
- Full Force – chórki (sesja 18)

## Lista utworów
| #  | Tytuł                          | Czas  | Uwagi           |
| -- | ------------------------------ | ----- | --------------- |
| 1. | Jokerman                       | 06:12 | Singel          |
| 2. | Sweetheart Like You            | 04:31 | Singel          |
| 3. | Neighborhood Bully             | 04:33 |                 |
| 4. | License to Kill                | 03:31 |                 |
| 5. | Man of Peace                   | 06:27 |                 |
| 6. | Union Sundown                  | 05:21 | Strona B singla |
| 7. | I and I                        | 05:10 |                 |
| 8. | Don't Fall Apart on Me Tonight | 05:54 |                 |

## Sesje nagraniowe
1 Sesja nagraniowa. Studio A, Power Station, Nowy Jork, 11 kwietnia 1983. Producenci Mark Knopfler i Bob Dylan
1.Blind Willie McTell; 2.Blind Willie McTell; 3.Blind Willie McTell; 4.Blind Willie McTell; 5.Blind Willie McTell; 6.Blind Willie McTell; 7.Blind Willie McTell; 8.Blind Willie McTell; 9.Blind Willie McTell; 10.Blind Willie McTell; 11.Blind Willie McTell; 12.Blind Willie McTell; 13.Blind Willie McTell; 14.Blind Willie McTell; 15.Blind Willie McTell; 16.Blind Willie McTell; 17.Blind Willie McTell; 18.Blind Willie McTell; 19.Blind Willie McTell; 20.Oh, Babe; 21.Oh, Babe; 22.Blind Willie McTell; 23.Blind Willie McTell; 24.(Instrumentalny jam); 25.Don't Fall Apart on Me Tonight; 26.Don't Fall Apart on Me Tonight; 27.Don't Fall Apart on Me Tonight; 28.Don't Fall Apart on Me Tonight; 29.Don't Fall Apart on Me Tonight;
Muzycy
- Bob Dylan – śpiew, harmonijka, keyboard, gitara
- Mark Knopfler – gitara
- Mick Taylor – gitara
- Alan Clark – instrumenty klawiszowe
- Robbie Shakespeare – gitara basowa
- Sly Dunbar – perkusja

2 sesja nagraniowa. Studio A, Power Station, Nowy Jork, stan Nowy Jork, 12 kwietnia 1983. Producenci Mark Knopfler i Bob Dylan
1.Don't Fall Apart on Me Tonight; 2.Don't Fall Apart on Me Tonight; 3.Don't Fall Apart on Me Tonight; 4.Don't Fall Apart on Me Tonight; 5.Don't Fall Apart on Me Tonight; 6.Don't Fall Apart on Me Tonight; 7.Don't Fall Apart on Me Tonight; 8.Don't Fall Apart on Me Tonight; 9.Don't Fall Apart on Me Tonight; 10.Don't Fall Apart on Me Tonight; 11.Don't Fall Apart on Me Tonight;
Muzycy
- Bob Dylan – śpiew, harmonijka, keyboard, gitara
- Mark Knopfler – gitara
- Mick Taylor – gitara
- Alan Clark – instrumenty klawiszowe
- Robbie Shakespeare – gitara basowa
- Sly Dunbar – perkusja
- Sammy Figueroa – instrumenty perkusyjne (wersja 11, overdubbing 8 maja 1983)

3 sesja nagraniowa. Studio A, Power Station, Nowy Jork, stan Nowy Jork, 13 kwietnia 1983. Producenci Mark Knopfler i Bob Dylan
1.Jokerman; 2.(Slow Try Baby); 3.(Blues); 4.Columbus Georgia; 5.Back to the Wall; 6.Oklahoma Kansas; 7.Jokerman; 8.(Blues); 9.Jokerman; 10.Jokerman; 11.Jokerman; 12.License to Kill;
Muzycy
- Bob Dylan – śpiew, harmonijka, keyboard, gitara
- Mark Knopfler – gitara
- Mick Taylor – gitara
- Alan Clark – instrumenty klawiszowe
- Robbie Shakespeare – gitara basowa
- Sly Dunbar – perkusja

4 sesja nagraniowa. Studio A, Power Station, Nowy Jork, stan Nowy Jork, 14 kwietnia 1983 r. Producenci Mark Knopfler i Bob Dylan
1.Clean-Cut Kid; 2.Clean-Cut Kid; 3.This Was My Love (Jim Herbert); 4.Man of Peace; 5.Man of Peace; 6.Man of Peace; 7.Jokerman; 8.Clean-Cut Kid; 9.Sweetheart Like You; 10.Sweetheart Like You
Muzycy
- Bob Dylan – śpiew, harmonijka, keyboard, gitara
- Mark Knopfler – gitara
- Mick Taylor – gitara; (wersja 6, ovedubbing 10 maja 1983)
- Alan Clark – instrumenty klawiszowe
- Robbie Shakespeare – gitara basowa
- Sly Dunbar – perkusja
- Sammy Figueroa – instrumenty perkusyjne (wersja 7, overdubbing 8 maja 1983 r.)

5 sesja nagraniowa. Studio A, Power Station, Nowy Jork, stan Nowy Jork, 15 kwietnia 1983 r. Producenci Mark Knopfler i Bob Dylan
1.Don't Fly Unless It's Safe; 2.Don't Fly Unless It's Safe; 3.Clean-Cut Kid; 4.Jesus Met the Woman at the Well (trad.); 5.(W połowie skończona piosenka); 6.(W połowie skończona piosenka); 7.16 Tons (Merle Travis); 8.Clean-Cut Kid; 9.Clean-Cut Kid; 10.Clean-Cut Kid; 11.He's Gone (?); 12.Clean-Cut Kid;
Muzycy
- Bob Dylan – śpiew, harmonijka, keyboard, gitara
- Mark Knopfler – gitara
- Mick Taylor – gitara; (wersja 6, ovedubbing 10 maja 1983)
- Alan Clark – instrumenty klawiszowe
- Robbie Shakespeare – gitara basowa
- Sly Dunbar – perkusja

6 sesja nagraniowa. Studio A, Power Station, Nowy Jork, stan Nowy Jork, 16 kwietnia 1983 r. Producenci Mark Knopfler i Bob Dylan
1.(Bluesy Jam: Slow); 2.(Bluesy Jam: Bluesier); 3.(Bluesy Jam: Pickup Again); 4.(Dadada Grateful Dead); 5.(Reggae Toms Toms Jam); 6.(Bob Said Tape This); 7.(Mark Soop Pick Up); 8.Oh, Susannah! (Stephen Foster); 9.Dark Groove; 10.Dark Groove; 11.Someone's Got a Hold of My Heart; 12.Someone's Got a Hold of My Heart; 13.Someone's Got a Hold of My Heart; 14.Someone's Got a Hold of My Heart; 15.Someone's Got a Hold of My Heart; 16.Someone's Got a Hold of My Heart; 17.(Boogie); 18.(Boogie); 19.(Mark Plunks Tasty); 20.Dark Groove; 21.Dark Groove; 22.(Diddling)
Muzycy
- Bob Dylan – śpiew, harmonijka, keyboard, gitara
- Mark Knopfler – gitara
- Mick Taylor – gitara; (wersja 6, ovedubbing 10 maja 1983)
- Alan Clark – instrumenty klawiszowe
- Robbie Shakespeare – gitara basowa
- Sly Dunbar – perkusja

7 sesja nagraniowa. Studio A, Power Station, Nowy Jork, stan Nowy Jork, 18 kwietnia 1983 r. Producenci Mark Knopfler i Bob Dylan
1.Sweetheart Like You; 2.Sweetheart Like You; 3.Sweetheart Like You; 4.Sweetheart Like You; 5.Sweetheart Like You; 6.Sweetheart Like You; 7.Sweetheart Like You; 8.Sweetheart Like You; 9.Sweetheart Like You; 10.Sweetheart Like You; 11.Sweetheart Like You; 12.Sweetheart Like You; 13.Sweetheart Like You; 14.Sweetheart Like You; 15.Sweetheart Like You; 16.Sweetheart Like You; 17.Sweetheart Like You; 18.Sweetheart Like You; 19.Blind Willie McTell; 20.Blind Willie McTell;
Muzycy
- Bob Dylan – śpiew, harmonijka, keyboard, gitara
- Mark Knopfler – gitara
- Mick Taylor – gitara; (wersja 9, ovedubbing 10 maja 1983)
- Alan Clark – instrumenty klawiszowe
- Robbie Shakespeare – gitara basowa
- Sly Dunbar – perkusja

8 sesja nagraniowa. Studio A, Power Station, Nowy Jork, stan Nowy Jork, 19 kwietnia 1983 r. Producenci Mark Knopfler i Bob Dylan
1.Neighborhood Bully; 2.Neighborhood Bully; 3.Neighborhood Bully; 4.Neighborhood Bully; 5.Neighborhood Bully; 6.Neighborhood Bully; 7.Green Onions (Jones/Cropper/Steinberg/Jackson); 8.(Love You Too Jam); 9.(Trees Hannibal Alps)
Muzycy
- Bob Dylan – śpiew, harmonijka, keyboard, gitara
- Mark Knopfler – gitara
- Mick Taylor – gitara; (wersja 5, ovedubbing 10 maja 1983)
- Alan Clark – instrumenty klawiszowe
- Robbie Shakespeare – gitara basowa
- Sly Dunbar – perkusja
- Sammy Figueroa – instrumenty perkusyjne (wersja 5, overdubbing 8 maja 1983 r.)

9 sesja nagraniowa. Studio A, Power Station, Nowy Jork, stan Nowy Jork, 20 kwietnia 1983 r. Producenci Mark Knopfler i Bob Dylan
1.(End Bob 12-string); 2.(Robbie Sly – Aquarium); 3.(G Boogie); 4.This Was My Love (Jim Herbert); 5.This Was My Love (Jim Herbert); 6.This Was My Love (Jim Herbert); 7.This Was My Love (Jim Herbert); 8.This Was My Love (Jim Herbert); 9.This Was My Love (Jim Herbert); 10.This Was My Love (Jim Herbert); 11.This Was My Love (Jim Herbert); 12.Across the Borderline (Ry Cooder/John Hiatt/Jim Dickinson); 13.Across the Borderline (Ry Cooder/John Hiatt/Jim Dickinson); 14.Across the Borderline (Ry Cooder/John Hiatt/Jim Dickinson);
Muzycy
- Bob Dylan – śpiew, harmonijka, keyboard, gitara
- Mark Knopfler – gitara
- Mick Taylor – gitara; (wersja 5, ovedubbing 10 maja 1983)
- Alan Clark – instrumenty klawiszowe
- Robbie Shakespeare – gitara basowa
- Sly Dunbar – perkusja

10 sesja nagraniowa. Studio A, Power Station, Nowy Jork, stan Nowy Jork, 21 kwietnia 1983 r. Producenci Mark Knopfler i Bob Dylan
1.Tell Me; 2.Tell Me; 3.Tell Me; 4.Tell Me; 5.Tell Me; 6.Tell Me; 7.Tell Me; 8.Tell Me
Muzycy
- Bob Dylan – śpiew, harmonijka, keyboard, gitara
- Mark Knopfler – gitara
- Mick Taylor – gitara; (wersja 5, ovedubbing 10 maja 1983)
- Alan Clark – instrumenty klawiszowe
- Robbie Shakespeare – gitara basowa
- Sly Dunbar – perkusja
- Full Force: Curtis Bedeau, Gerard Charles, Brian George, Lucien L. George, Paul George – wokal towarzyszący (overdubbing na jednym z kompletnych nagrań 18 maja 1983 r.)

11 sesja nagraniowa. Studio A, Power Station, Nowy Jork, stan Nowy Jork, 22 kwietnia 1983 r. Producenci Mark Knopfler i Bob Dylan
1.Foot of Pride; 2.Foot of Pride; 3.Foot of Pride; 4.Foot of Pride; 5.Foot of Pride; 6.Foot of Pride; 7.Foot of Pride; 8.Foot of Pride; 9.Foot of Pride; 10.(Reggae Jam); 11.Christmas Song (Mel Tormé); 12.Choo Choo Ch'Boogie (Horton/Darling/Gabler); 13.Silent Night (Franz Gruber & Joseph Mohr); 14.Glory to the King (Darlene Zschech); 15.Lovers Concerto (Sandy Linzer & Denny Randell); 16.Dark as a Dungeon (Merle Travis);
Muzycy
- Bob Dylan – śpiew, harmonijka, keyboard, gitara
- Mark Knopfler – gitara
- Mick Taylor – gitara; (wersja 5, ovedubbing 10 maja 1983)
- Alan Clark – instrumenty klawiszowe
- Robbie Shakespeare – gitara basowa
- Sly Dunbar – perkusja

12 sesja nagraniowa. Studio A, Power Station, Nowy Jork, stan Nowy Jork, 23 kwietnia 1983 r. Producenci Mark Knopfler i Bob Dylan
1.Foot of Pride; 2.Foot of Pride; 3.Foot of Pride; 4.Foot of Pride; 5.Foot of Pride; 6.Foot of Pride; 7.Foot of Pride; 8.Foot of Pride; 9.Foot of Pride; 10.Foot of Pride; 11.Foot of Pride; 12.Foot of Pride; 13.Foot of Pride; 14.Foot of Pride; 15.Foot of Pride; 16.Foot of Pride; 17.Foot of Pride;
Muzycy
- Bob Dylan – śpiew, harmonijka, keyboard, gitara
- Mark Knopfler – gitara
- Mick Taylor – gitara; (wersja 5, ovedubbing 10 maja 1983)
- Alan Clark – instrumenty klawiszowe
- Robbie Shakespeare – gitara basowa
- Sly Dunbar – perkusja

13 sesja nagraniowa. Studio A, Power Station, Nowy Jork, stan Nowy Jork, 25 kwietnia 1983 r. Producenci Mark Knopfler i Bob Dylan
1.Foot of Pride; 2.Foot of Pride; 3.Foot of Pride; 4.Foot of Pride; 5.Foot of Pride; 6.Someone's Got a Hold of My Heart; 7.Someone's Got a Hold of My Heart; 8.Someone's Got a Hold of My Heart; 9.Someone's Got a Hold of My Heart; 10.Foot of Pride; 11.Foot of Pride; 12.Foot of Pride; 13.Foot of Pride;
Muzycy
- Bob Dylan – śpiew, harmonijka, keyboard, gitara
- Mark Knopfler – gitara
- Mick Taylor – gitara; (wersja 5, ovedubbing 10 maja 1983)
- Alan Clark – instrumenty klawiszowe
- Robbie Shakespeare – gitara basowa
- Sly Dunbar – perkusja

14 sesja nagraniowa. Studio A, Power Station, Nowy Jork, stan Nowy Jork, 26 kwietnia 1983 r. Producenci Mark Knopfler i Bob Dylan
1.Foot of Pride; 2.Foot of Pride; 3.Foot of Pride; 4.Prison Station Blues; 5.Forever My Darling; 6.Someone's Got a Hold of My Heart: 7.Someone's Got a Hold of My Heart; 8.Someone's Got a Hold of My Heart; 9.Choo Choo Ch'Boogie (Horton/Darling/Gabler); 10.Choo Choo Ch'Boogie (Horton/Darling/Gabler); 11.Cold Cold Heart (Hank Williams); 12.I’m Movin' On (Hank Snow); 13.(KIM)
Muzycy
- Bob Dylan – śpiew, harmonijka, keyboard, gitara
- Mark Knopfler – gitara
- Mick Taylor – gitara; (wersja 5, ovedubbing 10 maja 1983)
- Alan Clark – instrumenty klawiszowe
- Robbie Shakespeare – gitara basowa
- Sly Dunbar – perkusja

15 sesja nagraniowa. Studio A, Power Station, Nowy Jork, stan Nowy Jork, 27 kwietnia 1983 r. Producenci Mark Knopfler i Bob Dylan
1.From Paul; 2.Foot of Pride; 3.Foot of Pride; 4.Foot of Pride; 5.Foot of Pride; 6.Union Sundown; 7.Union Sundown; 8.(Niezidentyfikowana piosenka); 9.(Harmonijka); 10.(Niezidentyfikowana piosenka); 11.I and I; 12.I and I; 13.I and I; 14.I and I; 15.I and I; 16.I and I; 17.I and I; 18.I and I; 19.I and I; 20.Julius and Ethel; 21.Julius and Ethel;
Muzycy
- Bob Dylan – śpiew, harmonijka, keyboard, gitara
- Mark Knopfler – gitara
- Mick Taylor – gitara; (wersja 5, ovedubbing 10 maja 1983)
- Alan Clark – instrumenty klawiszowe
- Robbie Shakespeare – gitara basowa
- Sly Dunbar – perkusja
- Clydie King – wokal towarzyszący (6, 7, 20, 21)

16 sesja nagraniowa. Studio A, Power Station, Nowy Jork, stan Nowy Jork, 29 kwietnia 1983 r. Producenci Mark Knopfler i Bob Dylan
1.(Jam harmonijkowy); 2.(Jam harmonijkowy); 3.(Jam harmonijkowy); 4.Don't Drink No Chevy (?); 5.Don't Drink No Chevy(?); 6.Don't Drink No Chevy(?); 7.How Many Days(?); 8.How Many Days(?); 9.(Riff bluesowy); 10.(Mark Pickin' Groove); 11.Home, Home on the Range (William Goodwin, B. Bigley & D.Kelly); 12.(Bob Lead Jazz); 13.(Buttons + Buns); 14.I’m Gonna Wash That Man Right Out of My Hair (Richard Rodgers/Oscar Hammerstein II); 15.(Great Buttons Again); 16.Foot of Pride
Muzycy
- Bob Dylan – wokal, harmonijka, keyboard, gitara
- Mark Knopfler – gitara
- Mick Taylor – gitara; (wersja 5, ovedubbing 10 maja 1983)
- Alan Clark – instrumenty klawiszowe
- Robbie Shakespeare – gitara basowa
- Sly Dunbar – perkusja

17 sesja nagraniowa. Studio A, Power Station, Nowy Jork, stan Nowy Jork, 2 maja 1983 r. Producenci Mark Knopfler i Bob Dylan
1.Lord Protect My Child; 2.Angel Flying Too Close to the Ground (Willie Nelson); 3.Angel Flying Too Close to the Ground (Willie Nelson); 4.Angel Flying Too Close to the Ground (Willie Nelson); 5.Angel Flying Too Close to the Ground (Willie Nelson); 6.Angel Flying Too Close to the Ground (Willie Nelson); 7.Angel Flying Too Close to the Ground (Willie Nelson); 8.Lord Protect My Child; 9.Lord Protect My Child; 10.Lord Protect My Child; 11.Lord Protect My Child; 12.Lord Protect My Child; 13.Lord Protect My Child; 14.Union Sundown; 15.Union Sundown; 16.Union Sundown; 17.The Green, Green Grass of Home (J. Curly Putman); 18.The Green, Green Grass of Home (J. Curly Putman); 19.(Jam Groove); 20.(Goin’ Up Let It Roll); 21.Union Sundown; 22.Union Sundown; 23.Lord Protect My Child; 24.Lord Protect My Child; 25.Lord Protect My Child; 26.Death Is Not the End; 27.Angel Flying Too Close to the Ground (Willie Nelson); 28.Angel Flying Too Close to the Ground (Willie Nelson); 29.Angel Flying Too Close to the Ground (Willie Nelson); 30.Angel Flying Too Close to the Ground (Willie Nelson); 31.Angel Flying Too Close to the Ground (Willie Nelson); 32.Angel Flying Too Close to the Ground (Willie Nelson);
Muzycy
- Bob Dylan – śpiew, harmonijka, keyboard, gitara
- Mark Knopfler – gitara
- Mick Taylor – gitara; (wersja 5, ovedubbing 10 maja 1983)
- Alan Clark – instrumenty klawiszowe
- Robbie Shakespeare – gitara basowa
- Sly Dunbar – perkusja
- Full Force: Curtis Bedeau, Gerard Charles, Brian George, Lucien L. George, Paul George (32, overdubbing 18 maja 1983 r.)

18 sesja nagraniowa. Studio A, Power Station, Nowy Jork, stan Nowy Jork, 5 maja 1983 r. Producenci Mark Knopfler i Bob Dylan
1.Blind Willie McTell; 2.Blind Willie McTell
Muzycy
- Bob Dylan – śpiew, harmonijka, keyboard, gitara
- Mark Knopfler – gitara
- Mick Taylor – gitara; (wersja 5, ovedubbing 10 maja 1983)
- Alan Clark – instrumenty klawiszowe
- Robbie Shakespeare – gitara basowa
- Sly Dunbar – perkusja

19 sesja nagraniowa. Studio A, Power Station, Nowy Jork, stan Nowy Jork, 17 maja 1983 r. Producenci Mark Knopfler i Bob Dylan
1.Neighborhood Bully
Muzycy
- Bob Dylan – śpiew, gitara
- Mark Rivera – gitara
- Ron Wood – gitara
- Lawrence H Etkin – gitara
- Bob Funk – puzon
- Sly Dunbar – perkusja

## Bootlegiz nagraniami z sesji doInfidels
- Don’t Fall Apart on Me Tonight. LP
- Down in the Flood. Archivio ARC 005.
- Down in the Flood. Kornyfone LP
- Forty Miles from Nowhere. Toasted LP
- Friend to the Martyr (Outfidels). Silver Rarities 44
- Here I Am Again. LP
- Idiot Wind. LP
- Idiot Wind Again. LP
- Infidels Sessions. Reference Recording BDY-014
- Outfidels. LP
- Robert and Sara. LP
- Rough Cuts. Gold Standard 57119XK1 2CD
- Seven Days. Smokin’ Pig LP
- Toasted. The Australian Collection. Toasted LP

## Odrzucone utwory z sesji
1. Blind Willie McTell (21 wersji)
2. Instrumentalny jam;
3. Don’t Fall Apart on Me Tonight (11 wersja ukazała się na pierwszej i drugiej wersji albumu)
4. Jokerman
5. (Slow Try Baby)
6. (Blues)
7. Columbus Georgia
8. Back to the Wall
9. Oklahoma Kansas
10. Jokerman
11. (Blues)
12. Jokerman (3 kolejne wersje)
13. Sweetheart Like You (7 wersji z tego dwie kompletne – w tym jedna instrumentalna)
14. Clean-Cut Kid (2 kolejne wersje)
15. This Was My Love;
16. Man of Peace (co najmniej 3 wersje, trzecia była podstawą do przeróbek)
17. Jokerman (ta wersja była na pierwszej wersji albumu; następnie tekst uległ zmianom i po overdubbingu piosenka znalazła się na ostatecznej wersji albumu)
18. Clean-Cut Kid
19. Don’t Fly Unless It’s Safe (2 wersje)
20. Clean-Cut Kid
21. Jesus Met the Woman at the Well
22. 16 Tons
23. Clean-Cut Kid (3 kolejne wersje)
24. He’s Gone (?)
25. Clean-Cut Kid
26. 3 bluesowe jamy
27. (Dadada Grateful Dead)
28. (Reggae Toms Toms Jam)
29. (Bob Said Tape This)
30. (Mark Soop Pick Up)
31. Oh, Susannah!
32. Dark Groove (2 wersje)
33. Someone’s Got a Hold of My Heart (6 wersji; 4 i 5 zostały zmiksowane razem i wydane na The Bootleg Series Volumes 1–3 (Rare & Unreleased) 1961–1991)
34. dwa (boogie);
35. (Mark Plunks Tasty)
36. Dark Grove (2 wersje)
37. (Diddling)
38. Sweetheart Like You (18 wersji, z tego 12 niekompletnych, 1 instrumentalna (trzecia); 9 wersja była na pierwszej wersji albumu; następnie po overdubbingu piosenka znalazła się na ostatecznej wersji albumu)
39. Blind Willie McTell (2 wersje)
40. Neighborhood Bully (6 wersji, z tego 3 niekompletne; piąta posłużyła do dalszych przeróbek)
41. Green Onions;
42. (Love You Too jam);
43. (Trees Hannibal Alps)
44. (End Bob 12-string) (niekompletny)
45. (Robbie Sly – Aquarium) (niekompletny)
46. (G Boogie) (niekompletny
47. This Was My Love (8 wersji, z tego trzy niekompletne)
48. Across the Borderline (3 wersje, z tego dwie niekompletne)
49. Tell Me (8 wersji, w tym jedna niekompletna; ostatnia została wydana na The Bootleg Series Volumes 1–3 (Rare & Unreleased) 1961–1991)
50. Foot of Pride (9 wersji, z tego 6 niekompletnych)
51. (Reggae Jam) (niekompletny)
52. Christmas Song (niekompletny)
53. Silent Night (niekompletny)
54. Glory to the King (niekompletny)
55. Choo Choo Ch’Boogie (niekompletny(
56. Lovers Concerto (niekompletny)
57. Dark as a Dungeon (niekompletny)
58. Foot of Pride (22 wersje, z tego 10 niekompletnych)
59. Someone's Got a Hold of My Heart (4 wersje, wszystkie niekompletne)
60. Foot of Pride (4 kolejne wersje, z tego 3 niekompletne)
61. Foot of Pride (3 wersje, z tego dwie niekompletne)
62. Prison Station Blues (niekompletny)
63. Forever My Darling (niekompletny)
64. Someone's Got a Hold of My Heart (3 wersje, z tego dwie niekompletne)
65. Choo Choo Ch’Boogie (2 wersje)
66. Cold Cold Heart (niekompletny)
67. I’m Moving On
68. (Kim)
69. From Paul (niekompletny)
70. Foot of Pride (4 wersje, z tego dwie niekompletne; czwarta ukazała się na The Bootleg Series Volumes 1–3 (Rare & Unreleased) 1961–1991)
71. Union Sundown (2 wersje)
72. niezidentyfikowana piosenka (niekompletna)
73. harmonijka (niekompletna)
74. niezidentyfikowana piosenka (niekompletna)
75. I and I (9 wersji, z tego sześć niekompletnych; szósta wersja posłużyła do dalszych przeróbek)
76. Julius and Ethel (2 wersje)
77. 3 kolejne jamy (jam harmonijkowy) (niekompletny)
78. Don’t Drink no Chevy (?) (4 niekompletne wersje)
79. How Many Days (?) (2 niekompletne wersje)
80. (riff bluesowy) (niekompletny)
81. (Mark Pickin’ Grove) (niekompletny)
82. Home, Home on the Range (niekompletny)
83. (Bob Lead Jazz) (niekompletny)
84. (Buttons+Buns) (niekompletny)
85. I’m Gonna Wash That
86. Man Right Out of My Hair (niekompletny)
87. (Great Buttons Again) (niekompletny)
88. Foot of Pride (niekompletny)
89. Lord Protect My Child
90. Angel Flying Too Close to the Ground (6 wersji, z tego trzy niekompletne)
91. Lord Protect My Child (6 wersji, z tego jedna niekompletna)
92. Union Sundown (3 wersje, ze tego jedna niekompletna; trzecia posłużyła do kolejnych przeróbek i wyszła na singlu)
93. The Green, Green Grass of Home (2 wersje, z tego jedna niekompletna)
94. (Jam Groove) (niekompletny)
95. (Goin’ Up Let It Roll) (niekompletny)
96. Union Sundown (dwie wersje, z tego jedna niekompletna; kompletna wersja po overdubbingu znalazła się na drugiej wydanej wersji albumu)
97. Lord Protect My Child (trzy wersje, z tego dwie niekompletne; trzecia wersja zmiksowana – została wydana na The Bootleg Series Volumes 1–3 (Rare & Unreleased) 1961–1991)
98. Death Is Not the End (ukazał się na studyjnym albumie Down in the Groove)
99. Angel Flying Too Close to the Ground (6 wersji z tego cztery niekompletne; szósta ukazała się na singlu)
100. Blind Willie McTell (dwie wersje; zmiksowana wersja pierwszej lub drugiej ukazała się na The Bootleg Series Volumes 1–3 (Rare & Unreleased) 1961–1991). Także jako tylko promocyjny singel.
101. Neighborhood Bully

## Opis albumu
- Producent – Chuck Plotkin i Bob Dylan; Bumps Blackwell (2-10), Chuck Plotkin i Bob Dylan (1)
- Nagranie – Neil Dorfsman
- Inżynier – Josh Abbey
- Miejsca i data nagrania

1. sesja: The Power Station, Nowy Jork; 11, 12 kwietnia 1983 r. (1-3)
2. sesja: The Power Station, Nowy Jork; 13 kwietnia 1983 r. (4-12) [4]
3. sesja: The Power Station, Nowy Jork; 14 kwietnia 1983 r. (13-18) [5]
4. sesja: The Power Station, Nowy Jork; 15 kwietnia 1983 r. (19-25)
5. sesja: The Power Station, Nowy Jork; 16 kwietnia 1983 r. (25-37)
6. sesja: The Power Station, Nowy Jork; 18 kwietnia 1983 r. (38, 39)
7. sesja: The Power Station, Nowy Jork; 19 kwietnia 1983 r. (40-43) [3]
8. sesja: The Power Station, Nowy Jork; 20 kwietnia 1983 r. (44-48)
9. sesja: The Power Station, Nowy Jork; 21 kwietnia 1983 r. (49)
10. sesja: The Power Station, Nowy Jork; 22 kwietnia 1983 r. (50-58)
11. sesja: The Power Station, Nowy Jork; 23, 25 kwietnia 1983 r. (59-61)
12. sesja: The Power Station, Nowy Jork; 26 kwietnia 1983 r. (62-69)
13. sesja: The Power Station, Nowy Jork; 27 kwietnia 1983 r. (70-77)
14. sesja: The Power Station, Nowy Jork; 29 kwietnia 1983 r. (78-89)
15. sesja: The Power Station, Nowy Jork; 2 maja 1983 r. (90-100)
16. sesja: The Power Station, Nowy Jork; 5 maja 1983 r. (101)
17. sesja: The Power Station, Nowy Jork; 17 maja 1983 r. (102)
18. sesja: The Power Station, Nowy Jork; 18 maja 1983 r. [sesja overdubbingowa: 1, 2, 6, 7, 8]

- Miksowanie i remiksowanie – Ian Taylor
- Inżynier cyfrowy – Frank Dickinson
- mastering – Ian Taylor i Bill Kipper
- Studio – Masterdisc, Nowy Jork
- Czas – 41 min 39 s
- Firma nagraniowa – Columbia
- Numer katalogowy – CK 38819
- Data wydania – 1 listopada 1983

## Listy przebojów

### Album
| Rok  | Lista                          | Pozycja |
| ---- | ------------------------------ | ------- |
| 1983 | Billboard USA. Albumy popowe   | 20      |
| 1983 | Melody Maker WB. Albumy popowe | 9       |